# Registan (Samarcanda)
Il Registan era il cuore dell'antica città di Samarcanda della dinastia Timuride, oggi in Uzbekistan. Il nome Rēgistan (ریگستان‎) significa "Luogo di sabbia" o "deserto" in persiano.
Il Registan era una piazza pubblica, dove persone si riunivano per ascoltare i proclami reali, annunciati da squilli di tubi in rame enormi chiamati dzharchis - e un luogo di esecuzioni pubbliche. È incorniciato da tre madrase (scuole islamiche) di distintiva architettura islamica.

## Le madrase
Le tre madrase del Registan sono: la Madrasa Ulugh Beg (1417-1420), la Madrasa Tilya-Kori (1646-1660) e la Madrasa Sher-Dor (1619-1636). Madrasa è un termine arabo e significa scuola.

### La madrasa Ulugh Beg (1417–1420)

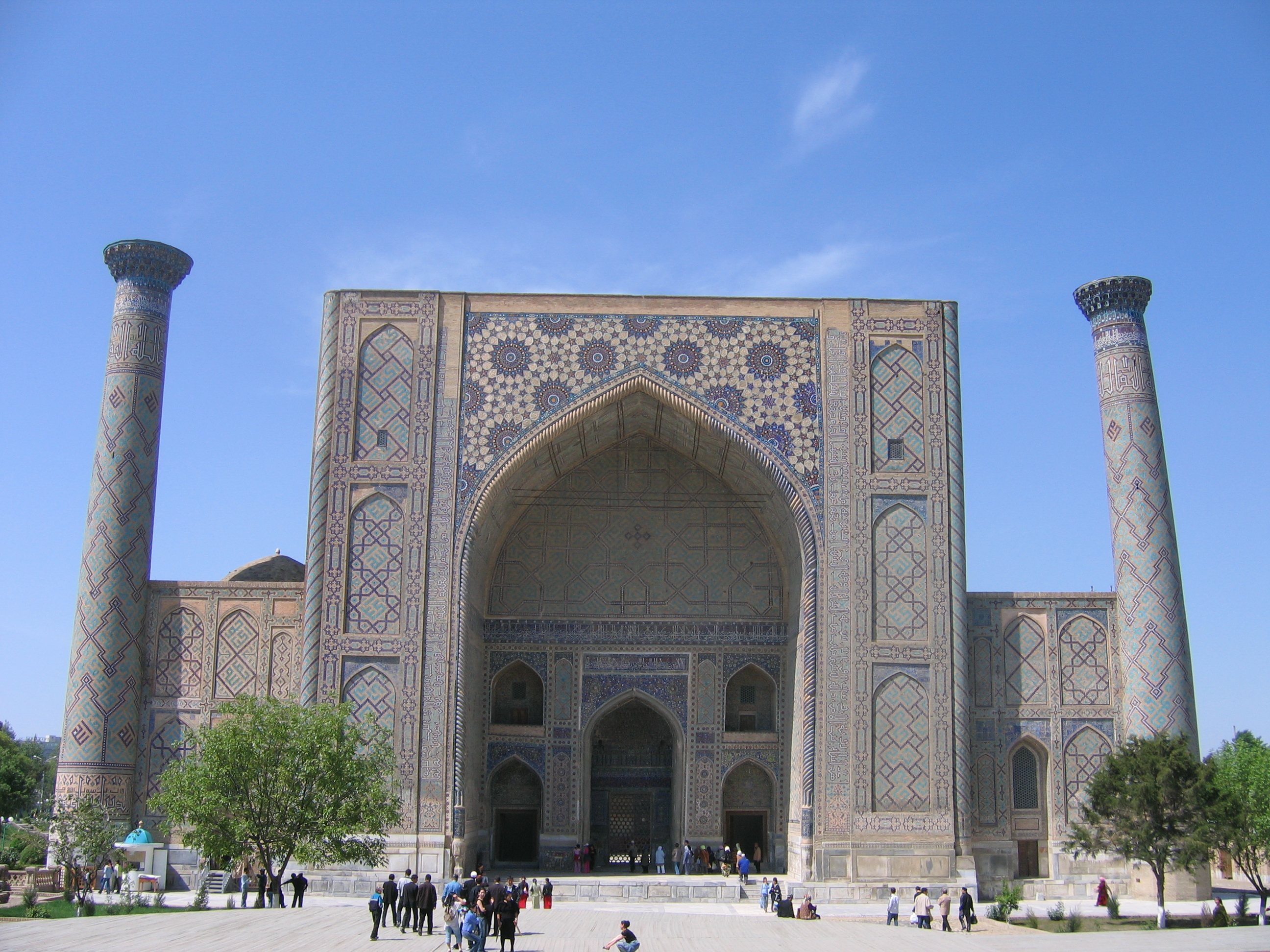
La Madrasa Ulugh Beg

La madrasa Ulugh Beg, venne costruita da Ulugh Beg durante l'epoca timuride durante l'impero di Tamerlano, ha un iwan imponente con un pishtaq o "portale" di fronte alla piazza. Gli angoli sono affiancati da alti minareti. Il pannello di mosaico sopra arco d'ingresso dell'Iwan è decorato da ornamenti con stilizzazioni geometriche. Il cortile quadrato include una moschea e sala conferenze, ed è orlata da cellule dormitorio in cui gli studenti hanno vissuto. Ci sono gallerie profonde lungo gli assi. Originariamente la Madrasa era un edificio a due piani con quattro darskhonas (sale lettura) agli angoli.
La madrasa Ulugh Beg (in persiano مدرسه الغ بیگ‎) è stata una delle migliori scuole superiori dell'Oriente islamico nel secolo XV CE. Abdul-Rahman Jami, il grande poeta persiano, studioso, mistico, scienziato e filosofo, studiò nella madrasa. Ulugh Beg stesso vi tenne lezioni. Durante il governo di Ulugh Beg la madrasa era un polo dedicato alla scienza secolare.

### La madrasa Sher-Dor (1619–1636)

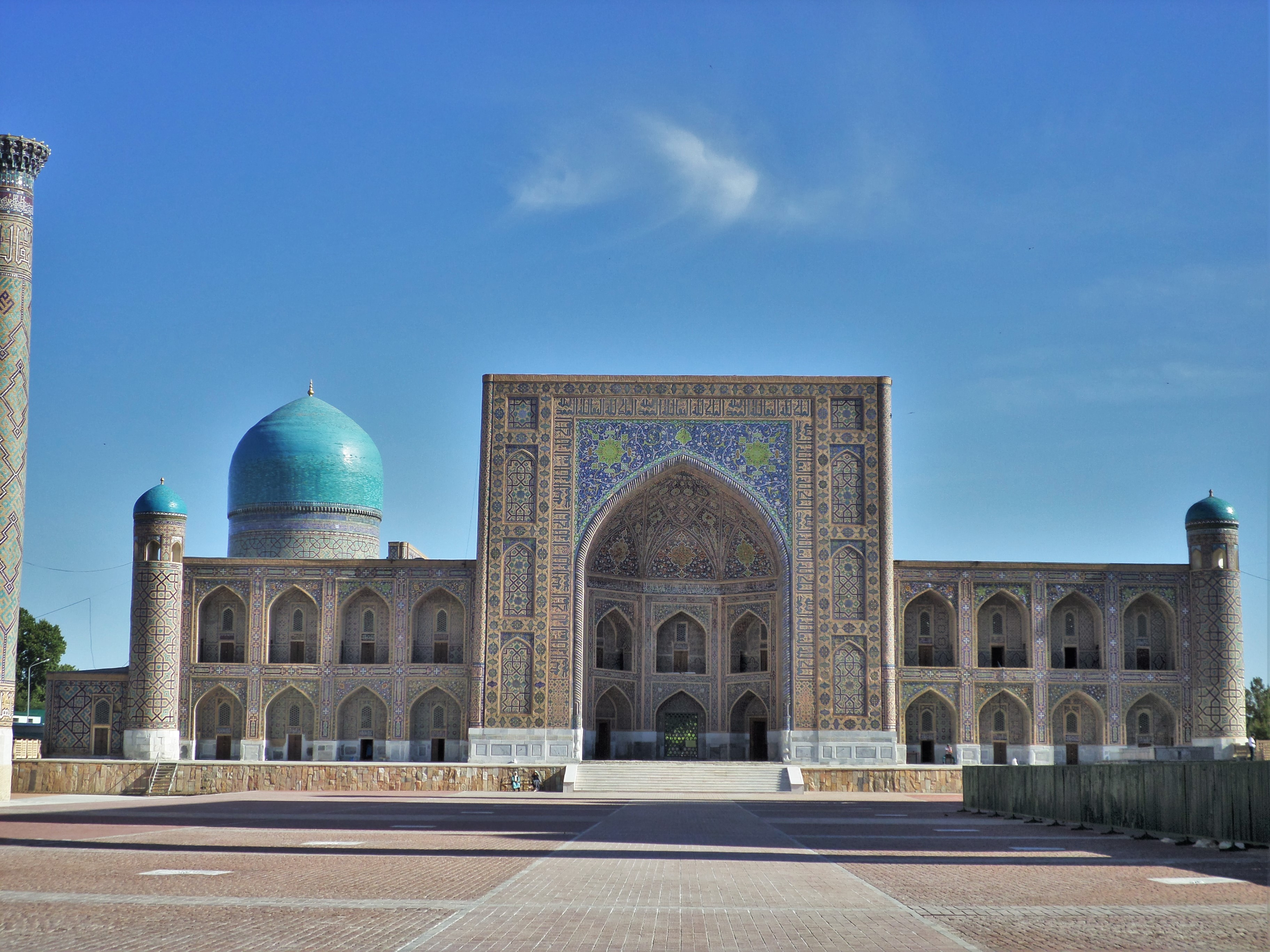
La Madrasa Tilya Kori

Nel XVII secolo il governatore di Samarcanda, Yalangtush Bakhodur, ordinò la costruzione delle madrasse Sher-Dor (in persiano شیردار‎) e Tillya-Kori (in persiano طلاکاری‎). I mosaici della tigre sulla faccia di ogni madrassa sono interessanti, in quanto violano il divieto nell'Islam della raffigurazione degli esseri viventi sugli edifici religiosi.

### La madrasa Tilya-Kori (1646–1660)

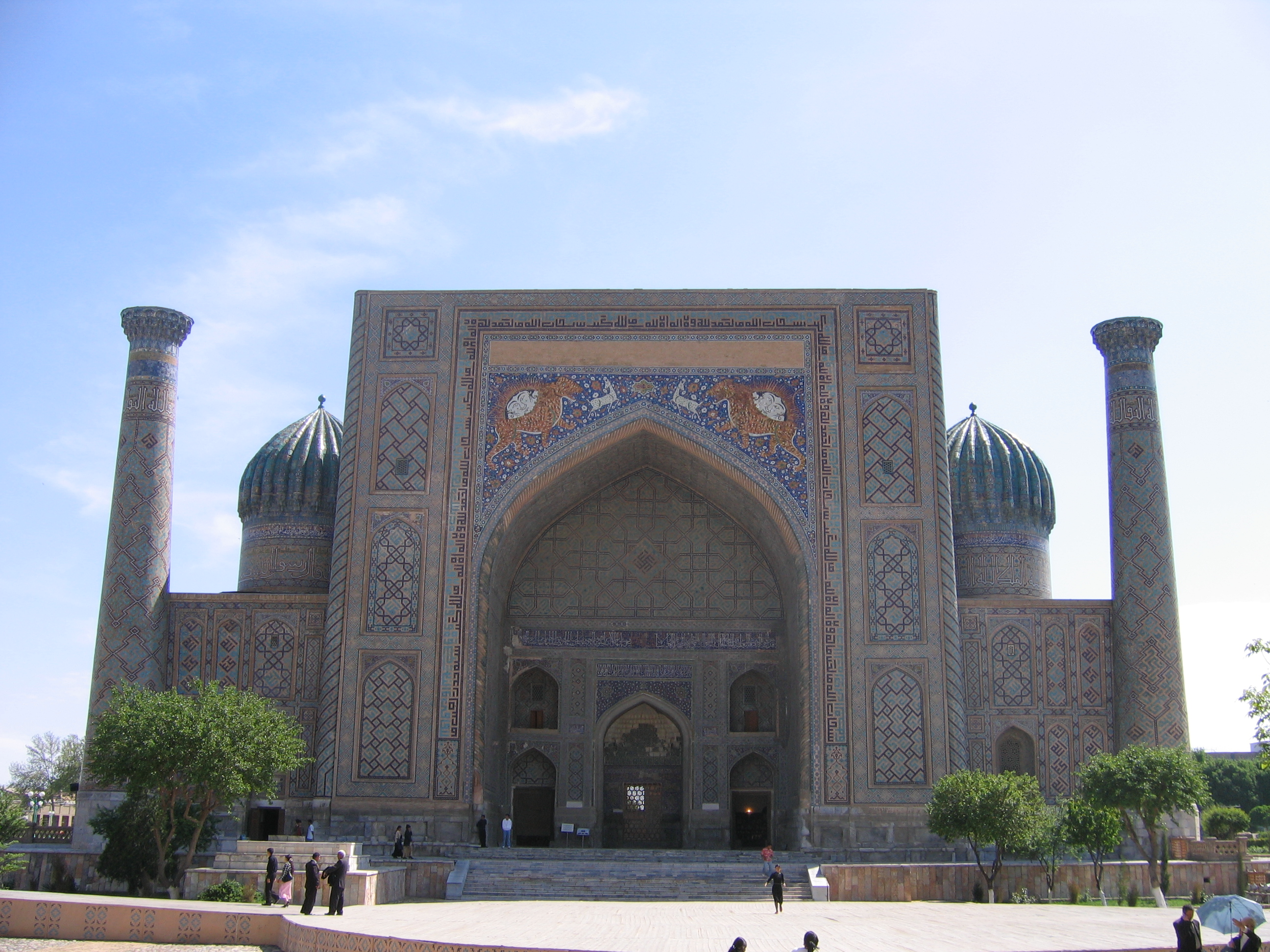
La Madrasa Sher-Dor

Dieci anni dopo venne costruita la madrasa Tilya-Kori (in persiano طلاکاری‎, che significa "dorata". Non era solo un collegio residenziale per gli studenti, ma svolgeva il compito di grande Masjid (moschea). Ha una facciata principale a due piani e un vasto cortile circondato da ambienti dormitorio per gli studenti, con quattro gallerie lungo gli assi. L'edificio moschea (vedi foto) si trova nella parte occidentale del cortile. La sala principale della moschea è abbondantemente dorata.

## Gli altri edifici

### Il mausoleo degli Shaybanidi
A est della Madrasa Tilya-Kori, si trova il mausoleo degli Shaybanidi (XVI secolo) (vedi foto). Il vero fondatore del potere degli shaybanidi fu Muhammad Shaybani - nipote di Abu l-Khay r. Nel 1500, con l'appoggio del Khanato Chagatai, allora con sede a Tashkent, Muhammad Shaybani conquistò Samarcanda e Bukhara, strappandole agli ultimi governanti timuridi. 
Il fondatore della dinastia nel 1503 prese Tashkent. Catturata Khiva nel 1506 e nel 1507 egli piombò su Merv (nel Turkmenistan), la Persia orientale, e l'Afghanistan occidentale. Gli Shaybanidi fermarono l'avanzata dei Safavidi, che nel 1502 avevano sconfitto gli Ak Koyunlu (Iran). Muhammad Shaybani era un leader degli uzbeki nomadi. Nel corso degli anni successivi sostanzialmente si stabilirono nelle oasi dell'Asia centrale. L'invasione uzbeka del XV secolo CE era l'ultima componente della etnogenia della nazione uzbeka di oggi.

### Cupola del commercio Chorsu
L'antica cupola del commercio Chorsu si trova proprio dietro la Sher-Dor.

## Galleria d'immagini

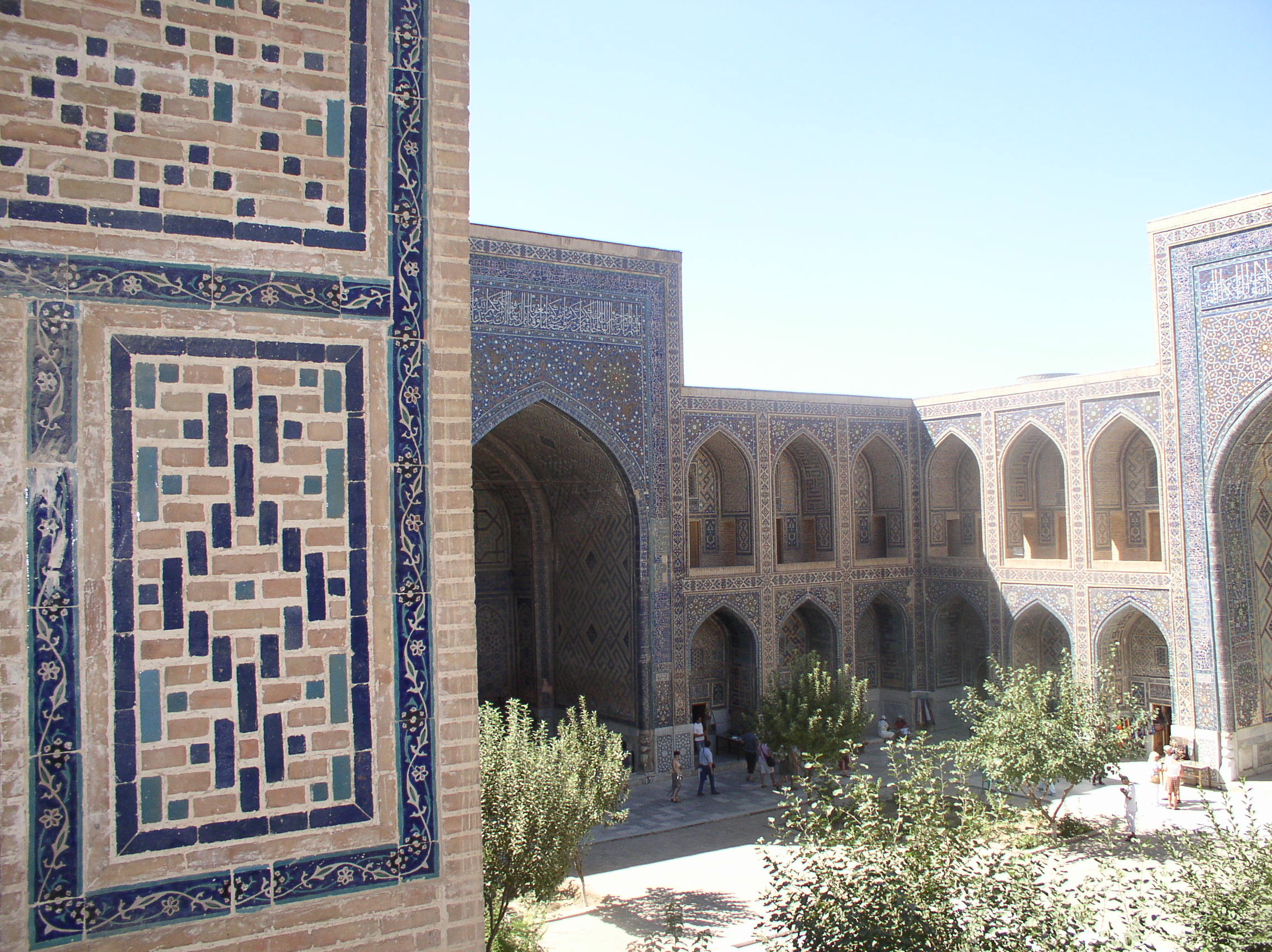
Cortile della madrassa Ulugh Beg
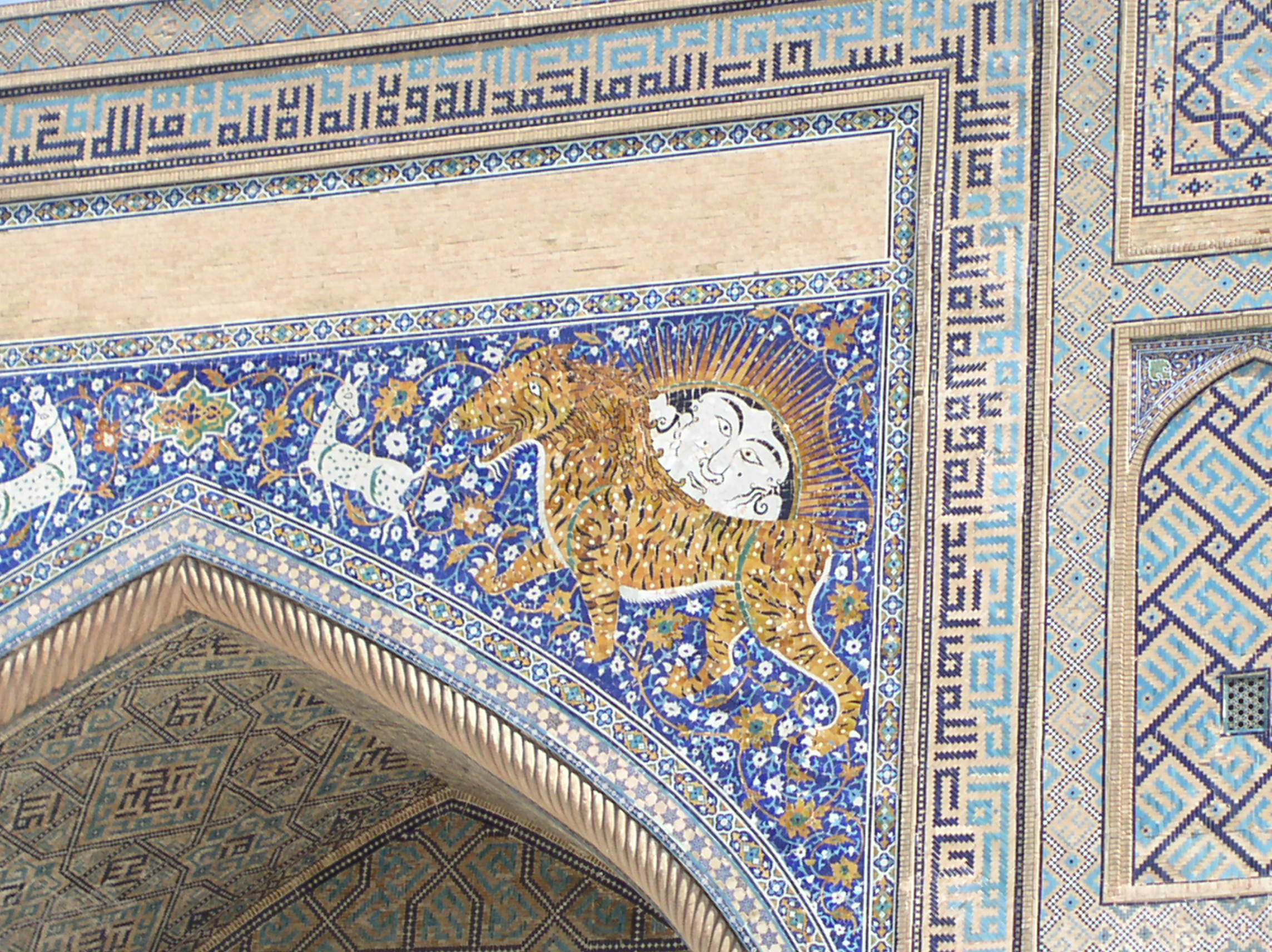
La Tigre sull'iwan della madrasa Sher-Dor
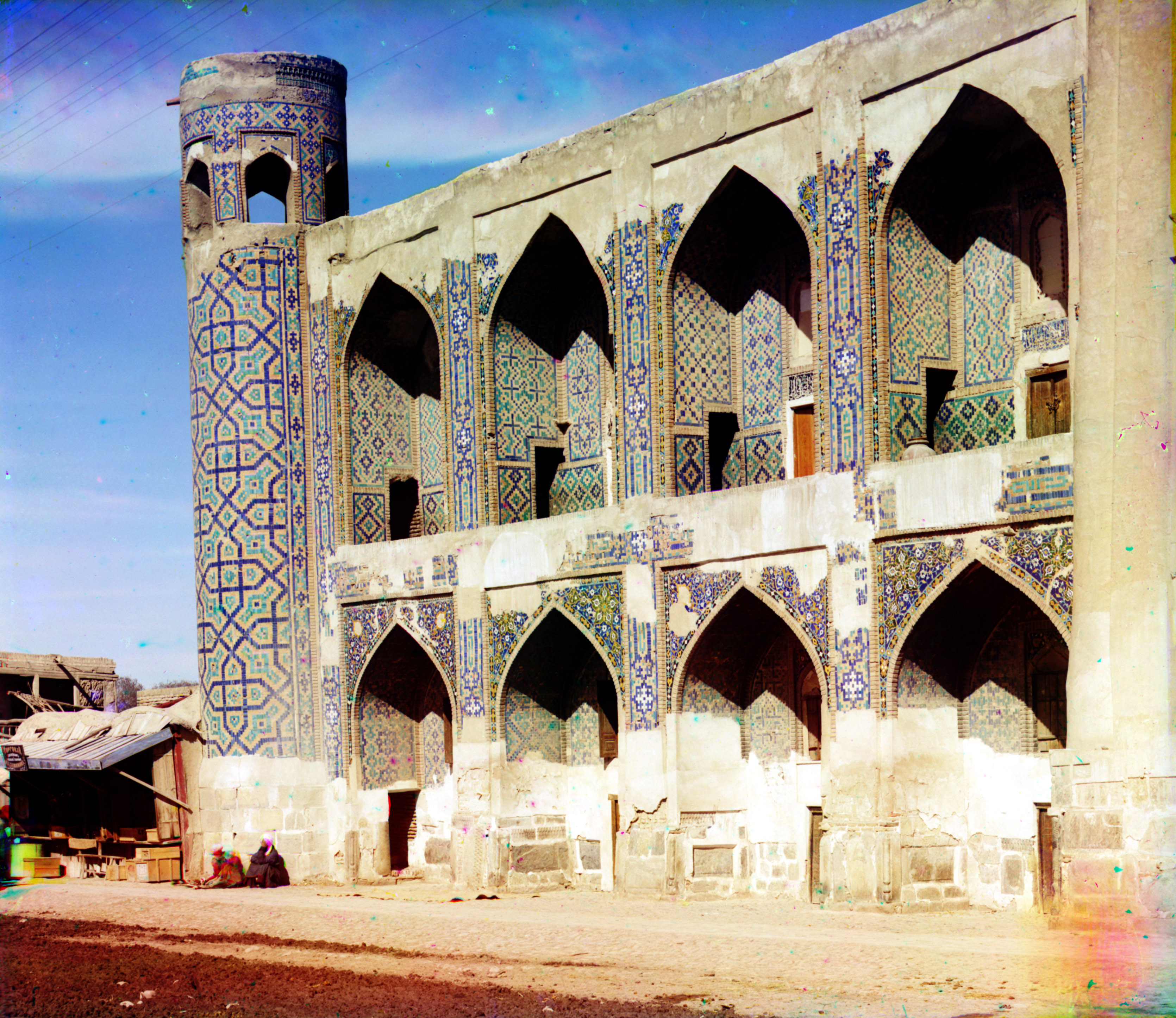
La madrasa Tilya Kori nel XIX secolo
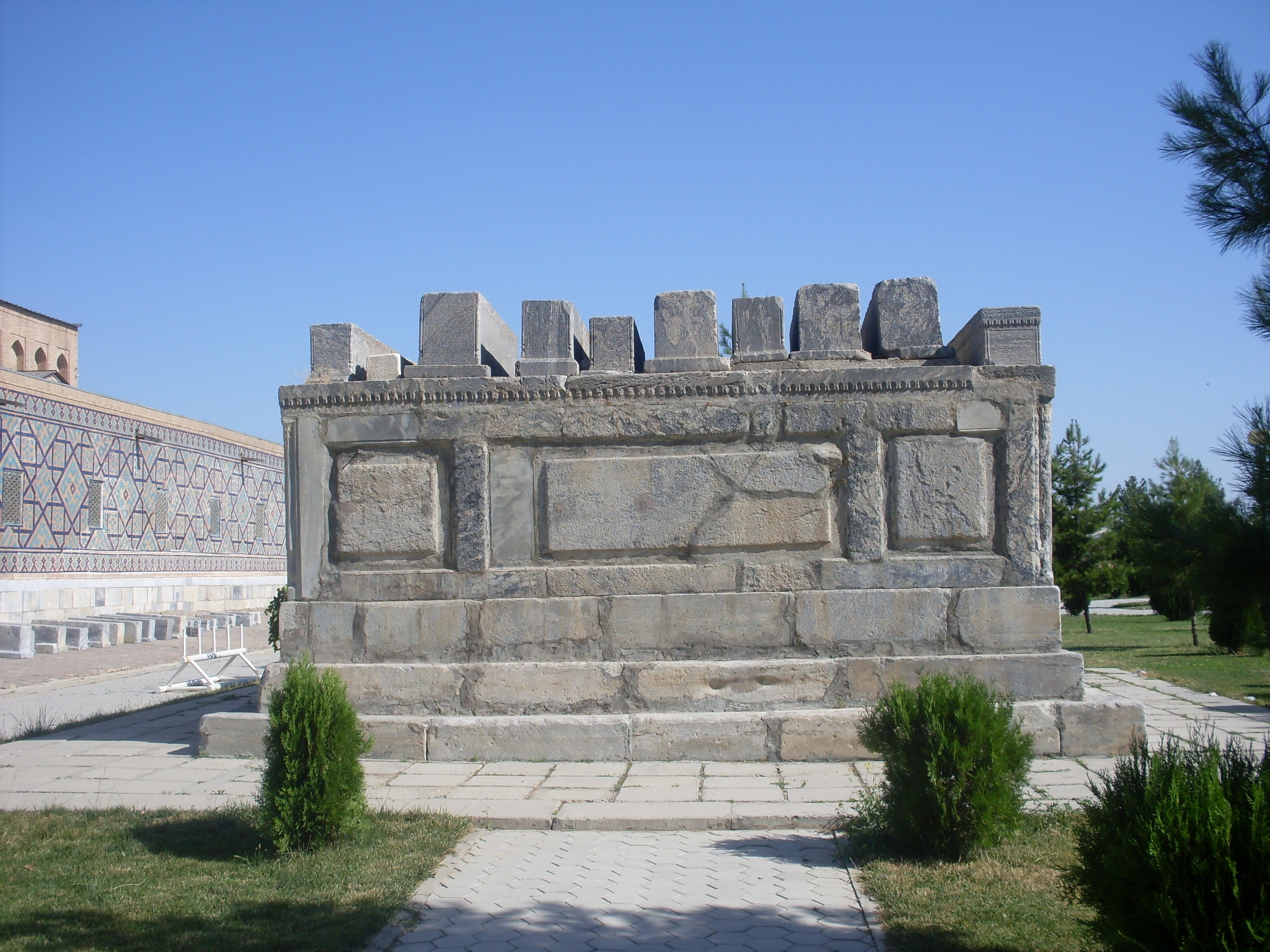
Il Mausoleo degli Shaybanidi
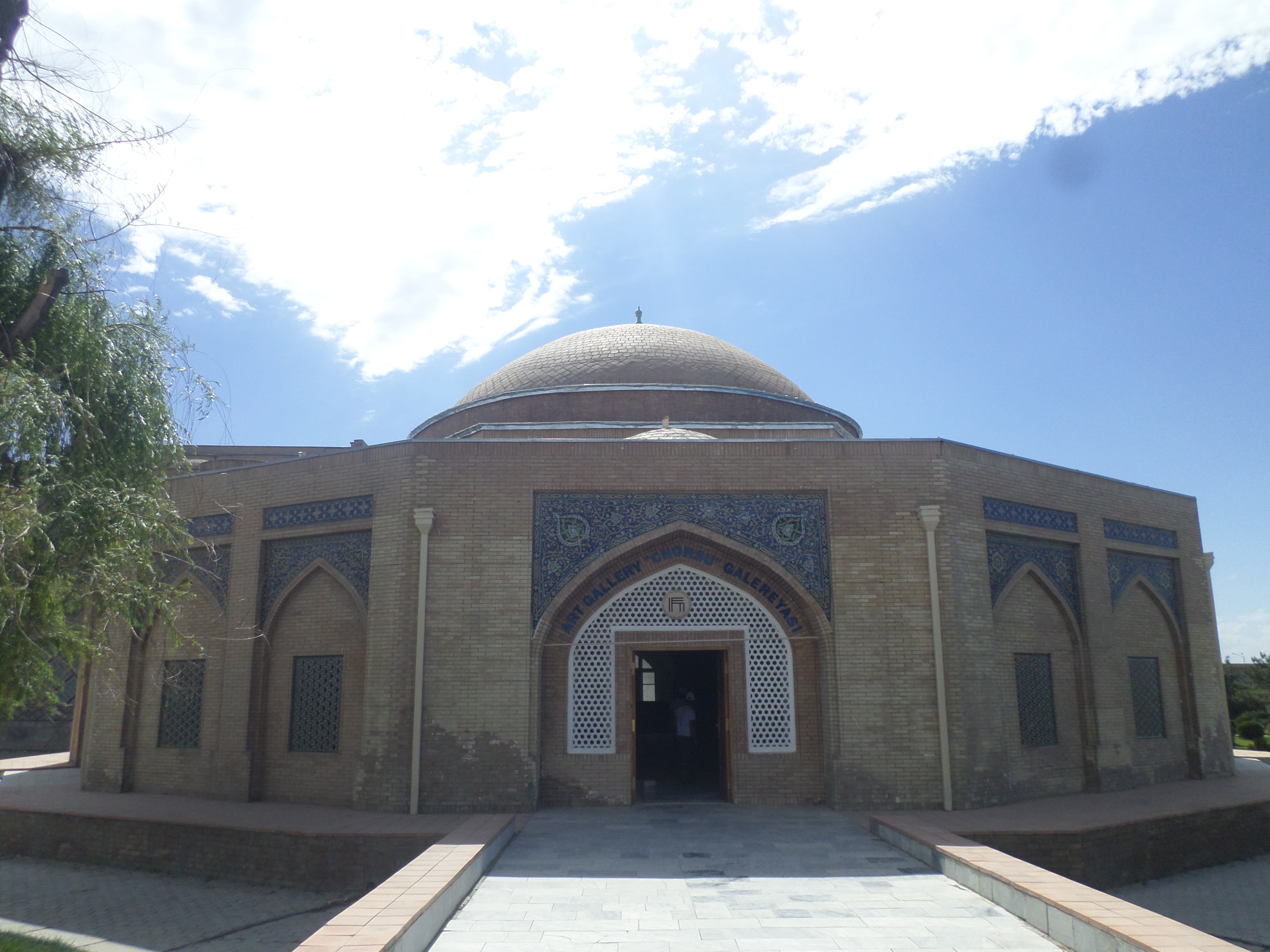
La cupola del commercio Chorsu